# Thomas Bauer (Unternehmer)

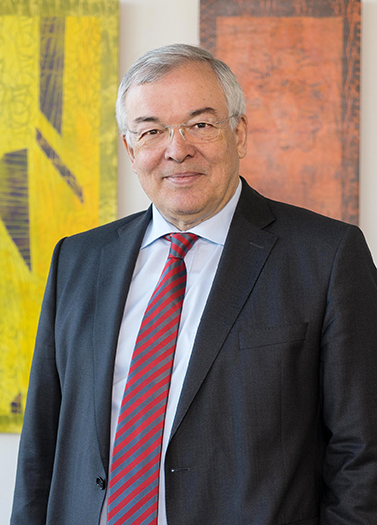
Thomas Bauer (2018)

Thomas Bauer (* 27. Juli 1955 in Schrobenhausen) ist ein deutscher Bauunternehmer. Er war bis 2018 Vorstandsvorsitzender und von 2018 bis 2023 Aufsichtsratsvorsitzender der Bauer AG in Schrobenhausen.

## Familie, Werdegang, Unternehmertätigkeit
Thomas Bauer ist ein Sohn des Bauunternehmers Karlheinz Bauer und leitete von 1984 bis 2018 das Familienunternehmen in siebter Generation. Ende 2018 wechselte er in den Aufsichtsrat und übernahm dessen Vorsitz, den er bis 2023 innehatte. Er ist verheiratet und hat zwei Söhne.
Nach dem Abitur am Gymnasium in Schrobenhausen 1975 leistete er seinen Wehrdienst bei der Luftwaffe ab (letzter Dienstgrad: Fähnrich). Ab 1976 studierte er Betriebswirtschaftslehre an der Ludwig-Maximilians-Universität München (Abschluss: Diplom-Kaufmann) und war ein Studiensemester in den USA. 1982 trat er in das Familienunternehmen ein. Von 1984 bis 2001 war Thomas Bauer Geschäftsführer der BAUER Spezialtiefbau GmbH. Von 1994 bis 2018 war er Vorstandsvorsitzender der Bauer AG, die als Holding der operativen Unternehmen der BAUER Gruppe agiert. Thomas Bauer trieb Ende der 80er Jahre die Internationalisierung des Unternehmens und ab 2001 die Neugliederung des Konzerns mit den drei Segmenten Spezialtiefbau, Maschinen und Resources maßgeblich voran.
Thomas Bauer ist seit 1993 Lehrbeauftragter der Technischen Universität München für Baubetriebswirtschaftslehre, ab 1998 als Honorarprofessor.

## Verbandstätigkeit
- 1993 bis 2013 Vorstandsmitglied im Bayerischen Bauindustrieverband, von 1997 bis 2013 als Präsident
- 1993 bis 2008 Mitglied des Vorstandes der Sozialpolitischen Vertretung im Hauptverband der Deutschen Bauindustrie; von 1999 bis 2008 als dessen Vorsitzender verantwortlich für die Tarifpolitik des Hauptverbandes der Deutschen Bauindustrie
- 1996 bis 1997 Gründungsvorsitzender des Vorstandes des EthikManagement der Bauwirtschaft
- seit 1997 Mitglied des Präsidiums im Hauptverband der Deutschen Bauindustrie, 1999 bis 2008 als Vizepräsident Sozialpolitik, von 2008 bis 2011 als Vizepräsident Wirtschaft
- 1998 bis 2015 Vizepräsident der Vereinigung der Bayerischen Wirtschaft e. V.
- 1999 bis 2008 Präsidiumsmitglied der Bundesvereinigung der Deutschen Arbeitgeberverbände
- 2011 bis 2016 Präsident des Hauptverband der Deutschen Bauindustrie
- 2011 bis 2022 Präsidiumsmitglied des BDI (Bundesverband der Deutschen Industrie); ab 2012 als Vizepräsident
- 2017 bis 2020 Vizepräsident der FIEC (European Construction Industry Federation)
- 2020 bis 2022 Präsident der FIEC[1]

## Auszeichnungen
Thomas Bauer ist Träger des Bundesverdienstkreuzes am Bande, des Verdienstordens des Freistaats Thüringen sowie des Bayerischen Verdienstordens und der Staatsmedaille für besondere Verdienste um die bayerische Wirtschaft. Seine Heimatstadt Schrobenhausen zeichnete ihn im Jahre 2007 mit der Goldenen Bürgermedaille aus. Im Oktober 2013 erhielt Thomas Bauer auf Antrag der Ingenieurfakultät Bau Geo Umwelt die Ehrendoktorwürde der Technischen Universität München, den Doktor-Ingenieur ehrenhalber (Dr.-Ing. E. h.), mit der Motivation „für herausragende Leistungen im Spezialtiefbau und die Weiterentwicklung eines Familienunternehmens zu einem weltweit hoch anerkannten Unternehmen mit großer Innovationskraft“. Der Bayerische Bauindustrieverband zeichnete ihn 2016 mit der Ehrenpräsidentschaft aus.  2022 wurde er von der Werner-Möbius-Stiftung für sein Lebenswerk ausgezeichnet. 2023 ernannte die FIEC (European Construction Industry Federation) Thomas Bauer zum Ehrenpräsidenten.

## Politik
Thomas Bauer ist seit 1973 Mitglied der CSU und gehörte von 1990 bis 2011 dem Kreistag des Landkreises Neuburg-Schrobenhausen an. Von 2003 bis 2021 war er Landesschatzmeister der CSU. Mehrmals war er Mitglied der Bundesversammlung für die Bundespräsidentenwahl.
Nach dem Rücktritt von Bundeswirtschaftsminister Michael Glos im Jahr 2009 hatte er erklärt, für die Nachfolge zur Verfügung zu stehen. Er wurde allerdings nicht  als Minister berufen. Nachfolger von Glos wurde Karl-Theodor zu Guttenberg.

## Positionen
Die Ankündigung der Daimler AG, keine Parteispenden mehr zu leisten, schätzte Bauer als „Schwächung der Demokratie“ ein. Bauer warf Daimler vor, „sich aus der Verantwortung zu stehlen“.